# バスンダラ・ビール・ビクラム・シャハ
バスンダラ・ビール・ビクラム・シャハ（Basundhara Bir Bikram Shah, 1921年11月25日 - 1977年8月31日）は、ネパール王国の君主トリブバン・ビール・ビクラム・シャハの三男。

## 生涯
1921年11月25日、ネパール王トリブバン・ビール・ビクラム・シャハの三男として生まれた。
1953年、父王トリブバンがスイスへ心臓疾患を治療のために出国する際、兄の王太子マヘンドラが主導する王室会議に別の兄ヒマラヤ・プラタープとともに参加し、内閣への助言権を得た。
1977年8月31日、カトマンズ市内の病院で死亡した。